# Викимедиа Армения
Научно-просветительская общественная организация «Викимедиа Армения» (арм. «Վիքիմեդիա Հայաստան» գիտակրթական հասարակական կազմակերպություն) — некоммерческая организация, содействующая распространению энциклопедических знаний. «Викимедиа Армения» — юридически самостоятельная организация, созданная для содействия на территории Армении развитию проектов, связанных с созданием и распространением свободной для использования энциклопедической, образовательной и иной информации, отражающей знания, накопленные человечеством.

## История
В 2012, 2013 и 2015 годах «Викимедиа Армения» провела Вики-конференции в Ереване. Также армянские википедисты принимали участие в международном конкурсе Вики любит памятники в 2013 и 2015 годах.
Вопросами содействия развитию Армянской Википедии на территории Армении занимается организация «Викимедиа Армения» (президент — Сусанна Мкртчян). В начале существования организации, с 2014 года к работе над проектом подключилось множество представителей армянской общественности. Армянский раздел поднялся с 96 места (2012 год) до 38 места (2015 год) в общем рейтинге разделов. Начал развитие раздел Википедии на западноармянском языке — языке армянской диаспоры в дальнем зарубежье. Викимедиа Армения также занимается развитием Армянского викисловаря.
Летом 2014 года была осуществлена очередная вики-идея, которая представляла из себя способ популяризации Википедии в Армении: своую деятельность начал «Вики-лагерь». Это был армянский проект, в котором участвовали ученики старших школ и студенты разных вузов. Вики-лагеря организовались 6 раз (Ванадзор — июль и август 2014, Агверан — январь, июнь и август — 2015, Бейрут — август 2015). В вики-лагерях начали принимать участие участники из иноязычных Википедий.
Организация Викимедиа Армения также открыла в Армении вики-клубы. Главный из них в Ереване, но также есть во втором по размеру городе Гюмри (с 2013 года), в Аштараке, Апаране и Егварде (с 2014 года), в деревнях Аревацаг и Лернапат, также с 2015 года — в третьем по размеру Ванадзоре. Число вики-клубов планируется увеличить в 2016 году.
В 2016 году был организован очередной Вики-Лагерь в поселке Агверан. В течение пяти дней (6-10 января) участники из трех стран создали 774 статей в Армянской, 105 в Грузинской Википедиях. Также были созданы 2372 слов-статей в Армянском Викисловаре.

## Бренды
«Викимедиа Армения» зарегистрировала ряд оригинальных брендов, среди которых вики-лагеря и вики-клубы.

## Руководство
- Сусанна Мкртчян — председатель
- Мгер Бекарян — главный секретарь